# Perilampsis furcata
Perilampsis furcata är en tvåvingeart som beskrevs av Munro 1969. Perilampsis furcata ingår i släktet Perilampsis och familjen borrflugor. Inga underarter finns listade i Catalogue of Life.